# Declaració d'independència de Mèxic
Hi va haver dues declaracions oficials d'independència de Mèxic durant la seva guerra d'independència.
La primera va ser l'Acta Solemne de la Declaració d'Independència de l'Amèrica Septentrional, el primer document legal que declara la separació de la Nova Espanya de l'imperi Espanyol. Va ser signada el 6 de novembre, 1813 pels diputats del Congrés d'Anáhuac, convocat per José María Morelos a la ciutat d'Oaxaca, el mateix any, i instal·lat a Chilpancingo, estat de Guerrero, el 13 de setembre. Aquesta acta recull les principals declaracions contingudes en el document Sentimientos de la Nación ("Sentiments de la Nació"), llegit per Morelos el 14 de setembre davant els diputats de les províncies alliberades del sud de la Nova Espanya. Aquest document assenyala que, ateses les circumstàncies a Europa—l'ocupació napoleònica d'Espanya—l'Amèrica recupera la seva sobirania; la unió entre els dominis ultramarins i la metròpoli quedava dissolta.
La independència de Mèxic finalment va ser aconseguida quan els exèrcits reialista i el revolucionari es van unir, en signar el Pla d'Iguala, en un sol exèrcit, l'Exèrcit "Trigarant" (en referència a les tres "garanties" del pla). Un dia després de l'entrada de l'Exèrcit a la ciutat de Mèxic, el 27 de setembre, 1821, Agustín de Iturbide, va ordenar que la Suprema Junta Provisional Governativa realitzés una sessió molt d'hora per elegir el President de la Regència de l'Imperi, i a la tarda subscrigués l'Acta d'Independència de l'Imperi Mexicà, per mitjà de la qual Mèxic va aconseguir la seva independència, conformant-se com a monarquia constitucional.